# Julien Bahain
Julien Bruno Paul Bahain (Angers, 20 de abril de 1986) es un deportista francés que compitió en remo.
Participó en tres Juegos Olímpicos de Verano, entre los años 2008 y 2016, obteniendo una medalla de bronce en Pekín 2008, en la prueba de cuatro scull, y el octavo lugar en Río de Janeiro 2016, en la misma prueba (en estos últimos compitió bajo la bandera de Canadá).
Ganó cuatro medallas en el Campeonato Mundial de Remo entre los años 2007 y 2011, y dos medallas de oro en el Campeonato Europeo de Remo entre los años 2008 y 2010.
Además, obtuvo una medalla de oro en el Campeonato Mundial de Remo de Mar de 2018.

## Palmarés internacional
| Representando a Francia |                             |                   |              |
| Juegos Olímpicos        |                             |                   |              |
| Año                     | Lugar                       | Medalla           | Prueba       |
| 2008                    | Pekín (China)               | Medalla de bronce | Cuatro scull |
| Campeonato Mundial      |                             |                   |              |
| Año                     | Lugar                       | Medalla           | Prueba       |
| 2007                    | Múnich (Alemania)           | Medalla de plata  | Cuatro scull |
| 2009                    | Poznań (Polonia)            | Medalla de plata  | Doble scull  |
| 2010                    | Cambridge (Nueva Zelanda)   | Medalla de bronce | Doble scull  |
| 2011                    | Bled (Eslovenia)            | Medalla de bronce | Doble scull  |
| Campeonato Europeo      |                             |                   |              |
| Año                     | Lugar                       | Medalla           | Prueba       |
| 2008                    | Maratón (Grecia)            | Medalla de oro    | Doble scull  |
| 2010                    | Montemor-o-Velho (Portugal) | Medalla de oro    | Doble scull  |